# Angola a 2011-es úszó-világbajnokságon
Angola a 2011-es úszó-világbajnokságon három versenyzővel vett részt.

## Úszás
Férfi
| Versenyző     | Esemény                         | Selejtező | Selejtező | Elődöntő          | Elődöntő          | Döntő             | Döntő             |
| Versenyző     | Esemény                         | Idő       | Helyezés  | Idő               | Helyezés          | Idő               | Helyezés          |
| ------------- | ------------------------------- | --------- | --------- | ----------------- | ----------------- | ----------------- | ----------------- |
| Pedro Pinotes | Férfi 200 méteres mellúszás     | 2:21.65   | 44        | Nem jutott tovább | Nem jutott tovább | Nem jutott tovább | Nem jutott tovább |
| Pedro Pinotes | Férfi 400 méteres vegyesúszás   | 4:28.81   | 27        |                   |                   | Nem jutott tovább | Nem jutott tovább |
| Joao Matias   | Férfi 50 méteres pillangóúszás  | 26.06     | 39        | Nem jutott tovább | Nem jutott tovább | Nem jutott tovább | Nem jutott tovább |
| Joao Matias   | Férfi 100 méteres pillangóúszás | 58.20     | 56        | Nem jutott tovább | Nem jutott tovább | Nem jutott tovább | Nem jutott tovább |

Női
| Versenyző         | Esemény                      | Selejtező | Selejtező | Elődöntő          | Elődöntő          | Döntő             | Döntő             |
| Versenyző         | Esemény                      | Idő       | Helyezés  | Idő               | Helyezés          | Idő               | Helyezés          |
| ----------------- | ---------------------------- | --------- | --------- | ----------------- | ----------------- | ----------------- | ----------------- |
| Mariana Henriques | Női 50 méteres gyorsúszás    | 30.83     | 63        | Nem jutott tovább | Nem jutott tovább | Nem jutott tovább | Nem jutott tovább |
| Mariana Henriques | Női 50 méteres mellúszás     | 37.23     | 27        | Nem jutott tovább | Nem jutott tovább | Nem jutott tovább | Nem jutott tovább |
| Mariana Henriques | Női 100 méteres mellúszás    | 1:26.27   | 43        | Nem jutott tovább | Nem jutott tovább | Nem jutott tovább | Nem jutott tovább |
| Mariana Henriques | Női 50 méteres pillangóúszás | 34.59     | 48        | Nem jutott tovább | Nem jutott tovább | Nem jutott tovább | Nem jutott tovább |